# Neoteuthidae
Neoteuthidae zijn een familie van weekdieren uit de klasse van de Cephalopoda (inktvissen). 

## Geslachten
- Alluroteuthis Odhner, 1923
- Narrowteuthis Young & Vecchione, 2005
- Neoteuthis Naef, 1921
- Nototeuthis Nesis & Nikitina, 1986